# حسين البشدري
هو الفقيه أبو معروف الشيخ حسين أفندي بن الملا عبد الله بن الملا محمد الخضري البشدري، وأصلهُ من قبيلة نور الدين، ولقد ولد في شمال العراق عام 1229هـ/1813م، وتعلم القرآن في صغرهِ ودرس على علماء عصرهِ في بلدهِ، وكان ذكياً حاذقاً باللغة العربية، وعلوم التفسير والفقه، والحساب والفلك، والرياضيات.
عين مدرساً في بعض المدارس الملحقة بمساجد بغداد، وسكن في منطقة الأعظمية، حيث تولى التدريس في كلية الإمام الأعظم عام 1265هـ، كما عين عضواً في مجلس المعارف في عام 1289هـ، ولهُ مؤلفات عديدة، وهي ما تزال مخطوطة عند حفيدهِ الأستاذ فائق المدرس الأعظمي، ومنها ما زال في مكتبة المخطوطات في المتحف العراقي، ولقد تخرج عليهِ خلق كثير وعلماء أعلام منهم الشيخ نعمان الآلوسي، وقد أجازهُ عام 1295هـ، ولقد أعتزل البشدري التدريس أواخر حياتهِ وحل محلهُ في مجلسهِ ولدهُ العلامة معروف أفندي البشدري.

## من مؤلفاته
- برهان الهدى، وهو كتاب تفسير للقرآن.
- مناقب الإمام أبي حنيفة.
- شرح تشريح الأفلاك.[6]

## وفاته
توفي حسين البشدري في بغداد في شهر شوال من عام 1322هـ / 1904م، وشيع بموكب كبير مشى فيهِ رجال الفقه والقضاء ودفن قرب مرقد الشيخ أبو بكر الشبلي في مقبرة الخيزران في الأعظمية.